# Cornillé
Cornillé (bret. Kornilieg) – miejscowość i gmina we Francji, w regionie Bretania, w departamencie Ille-et-Vilaine.
Według danych na rok 1990 gminę zamieszkiwały 572 osoby, a gęstość zaludnienia wynosiła 46 osób/km² (wśród 1269 gmin Bretanii Cornillé plasuje się na 792. miejscu pod względem liczby ludności, natomiast pod względem powierzchni na miejscu 745.).